# Luis Alberto Brause
Luis Alberto Brause (Canelones, 1907 - Montevideo, 20 de agosto de 1965) fue un abogado, escribano y político uruguayo, perteneciente al Partido Colorado.

## Biografía
Graduado como abogado y escribano, militó desde joven en filas batllistas. Obtuvo ya en 1932 una banca de diputado, la que desempeñó hasta el golpe de Estado de Gabriel Terra, ocurrido al año siguiente.
En las elecciones de 1942 volvió a obtener un escaño en la Cámara Baja, y cuatro años después fue elegido senador. En 1947 fue designado Ministro de Ganadería y Agricultura, cargo que ocupó hasta 1949, cuando asumió su banca en el Senado (y es sustituido en la misma por Carlos L. Fischer). En 1951 fue nuevamente nombrado para la cartera de Ganadería y Agricultura.
Un año después, el Parlamento lo escogió para integrar el primer Consejo Nacional de Gobierno, que completó los tres años que le restaban al mandato de Andrés Martínez Trueba, hasta febrero de 1955. En las elecciones de 1954, Brause fue elegido nuevamente senador. Reconquistó su banca en los comicios de 1958 y 1962, integrando el Cuerpo hasta su fallecimiento.
Casado con Blanca Berreta, tuvo tres hijos: Tomás, Alberto (senador a fines del siglo XX) y Ana.